# Терминус (вымышленная планета)
Терминус — вымышленная планета из цикла Основание (Фонд) Айзека Азимова, на которой был основано Первое Основание (Первый Фонд, Академия).

## Космическая и планетарная география
Терминус — единственная планета одной из звезд, наиболее удаленных от центра галактики, в самом конце одного из спиральных рукавов Млечного Пути; её название отражает этот факт: на латыни Terminus означает «предел», «граница». Она находится в 10 тыс. парсеков (свыше 30 тыс. световых лет) от столицы бывшей Галактической Империи Трантора. Ближайшая обитаемая планета, Анакреон - на расстоянии 26 световых лет. Из-за особого местоположения планеты, в ночном небе Терминуса преобладает «молочная белизна», исходящая от сверкающей полосы галактики, и единственными видимыми звездами являются те, которые принадлежат к соседней провинции Анакреон и образуют группу так называемых «Бриллиантов», все другие звезды почти невидимы невооруженным глазом.
Это планета с мягким климатом и высоким коэффициентом водного пространства, почти не имеет минеральных ресурсов, что препятствует развитию тяжелой промышленности и придает незначительную экономическую ценность на протяжении большей части истории планеты. Поэтому в ранний период сталь была настолько ценной, что из неё делали монеты.
До человеческой колонизации существовала некая туземная жизнь, во времена после терраформирования сохранившаяся только в зоопарках.
Большая часть планеты покрыта океаном, усеянным тысячами маленьких островков. На самом крупном из них находится столица — Терминус-Сити. В Терминус-Сити находятся несколько мест, имеющих отношение к истории Фонда, в том числе купол (склеп) Селдона (где запрограммированная голограмма Селдона вещает свое послание будущим поколениям) и штаб-квартира Галактической энциклопедии. Другие города Терминуса — Агурополь, Ньютон-Сити и Стэнмарк.
В соответствии с имперской хартией, с которой учреждался Фонд, планета и все на ней являются частью личных владений галактического императора, а вся административная власть была возложена на членов Комитета по созданию Энциклопедии.

## Описание
Планета Терминус расположена на окраине Галактики, «там, где кончаются звезды». Терминус избран Гэри Селдоном для воплощения в жизнь Плана Селдона — сокращение периода междуцарствия после предстоящего распада Галактической империи . С этой целью Селдон собрал на планете ученых под предлогом написания универсального справочника знаний  — Галактической энциклопедии. Штаб-квартира Галактической энциклопедии находится в столице — Терминус-Сити, городе на планете, в котором живёт всего около ста тысяч населения, построенном по плану, характерному для имперской колонии — с прямоугольной уличной сетью и четырьмя главными улицами, которые берут свое начало от центральной площади под названием «Энциклопедия».
В начале основания главная функция большей части населения была связана с созданием Галактической Энциклопедии.
По расчетам Селдона Терминус должен стать ядром новой галактической империи. Детальный математический прогноз развития Терминуса на основе разработанной Селдоном психоистории предусматривает, что Терминус пройдёт через ряд кризисов, описаниям которых посвящены книги саги. Первый из кризисов будет связан с тем, что с распадом Империи учёные потеряют финансирование, это заставит их перейти от теоретической работы к решению практических вопросов выживания. В этом отношении Терминус имеет преимущество перед соседями, поскольку на нём собраны люди с огромными знаниями.
В течение первых нескольких веков Терминус преодолевает несколько селдоновских кризисов. Вначале он использует религию как средство контроля над соседними планетами — техническая помощь планетам предоставляется только при условии признания священности Терминуса. На следующем этапе на Терминусе разрабатываются новые экономные технологии и устанавливается межпланетная торговая сеть. В результате религия как основа идеологии Терминуса уступает прагматизму. Терминус становится экономически мощным в локальном масштабе и начинает собирать окружающие планеты в торговый союз. Далее Терминус выдерживает столкновение с остатками старой империи, вновь используя свое технологическое преимущество.
К пятисотому году междуцарствия Терминус становится мощным военно-политическим центром союза планет, охватывающим значительную часть бывшей империи. Дальнейшая история междуцарствия осталась неописанной.

## Примечание
1. 1 2  Encyclopedia Galactica - Terminus (англ.). www.asimovonline.com. Дата обращения: 12 июля 2020. Архивировано 12 июля 2020 года.